# 罗讷河畔圣西尔
罗讷河畔圣西尔（法語：Saint-Cyr-sur-le-Rhône，法語發音：[sɛ̃ siʁ syʁ lə ʁon]）是法国罗讷省的一个市镇，属于里昂区。

## 地理
罗讷河畔圣西尔（45°30'57"N, 4°51'9"E）面积6.02 平方千米，位于法国奥弗涅-罗讷-阿尔卑斯大区罗讷省，该省份为法国中东部省份，北起顺时针与索恩-卢瓦尔省、安省、里昂大都会、伊泽尔省和卢瓦尔省接壤。
与罗讷河畔圣西尔接壤的市镇（或旧市镇、城区）包括：圣罗曼昂加勒、維埃納、昂皮、罗讷河畔卢瓦尔、圣科隆布。

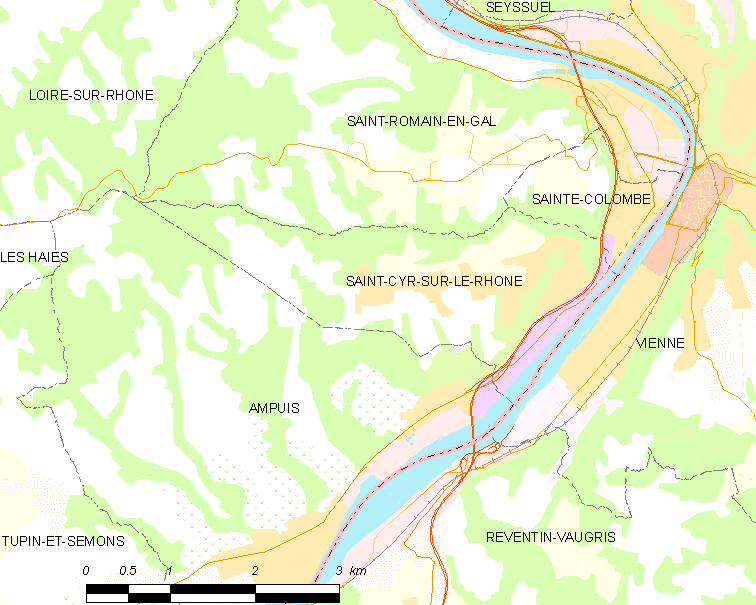
罗讷河畔圣西尔的OSM定位图

罗讷河畔圣西尔的时区为UTC+01:00、UTC+02:00（夏令时）。

## 行政
罗讷河畔圣西尔的邮政编码为69560，INSEE市镇编码为69193。

## 政治
罗讷河畔圣西尔所属的省级选区为莫尔南县。

## 人口

1962-2008年间罗讷河畔圣西尔人口变化图示

罗讷河畔圣西尔于2022年1月1日时的人口数量为1273人。